# Minuto y resultado
Minuto y resultado va ser un programa esportiu setmanal sobre la jornada de la Lliga Espanyola de Futbol que emetia la cadena de televisió espanyola La Sexta, des de febrer de 2007 els diumenges a partir de les 18.30 hores. Estava presentat per Patxi Alonso.
L'espai inclou connexions en directe amb els partits que s'estan jugant, a manera de carrusel radiofònic. Des de la seva central de dades, un equip de periodistes compten a l'instant totes la incidències que ocorren en els partits en joc de cada jornada en Primera Divisió.
A més té seccions sobre l'actualitat futbolística i històriques i amplis resums dels partits de futbol de cada jornada de la Lliga Espanyola, la 2a Divisió i la Premier League. Les seccions més populars del programa són: "La película de Maceda", "La pizarra de Gica", "Los Pellizkikos", "El Golograma" i " Lo mejor de la Premier League".
Minuto y resultado s'emetia els diumenges a la tarda, sempre que hi havia jornada de Lliga. Estava presentat per Patxi Alonso i comptava amb col·laboradors com els ex futbolistes Antonio Maceda i Gica Craioveanu. Els periodistes que estan i han estat en la central de dades són: María Martínez, Susana Guasch, Óscar Rincón, Jorge Vicente, Rodrigo González, Carlota Reig, David Labrador, Marta Diezhandino, Verónica Palomares i David Vidales. El seu director és Felipe del Campo. Des de la temporada 2007/08 els acompanya "Chicharro", un simpàtic personatge creat i animat per l'animador gràfic Suso Martínez, que toca el bombo quan es produeix un gol. Des de la temporada 2009/10 s'uneix també "Don Silbato", un altre personatge obra del mateix autor que apareix quan succeeix alguna jugada polèmica.
La seva emissió més vista de la temporada 2008/09 va correspondre a la jornada 27 (15 de març de 2009), amb 1.262.000 espectadors i un share del 10,8%. Per contra, va signar el seu registre més baix d'audiència en la 9a jornada (2 de novembre de 2008), amb 518.000 espectadors i un share del 3,4%.
El grafisme i les animacions de personatges de Suso Martínez són proporcionades per Mediatem, del grup Mediapro. Els gràfics d'informació i l'operativitat del sistema a temps real són proporcionats per l'empresa wTVision.
En La Lliga 2011/2012 passa a presentar Antonio Esteva i Miguel Serrano, amb la col·laboració de Sid Lowe.